# Bloc erratique sculpté d'Allinges
Le bloc erratique sculpté d'Allinges est une pierre à cupules située à Allinges, en Haute-Savoie, en France.

## Localisation
La pierre est située dans le département français de Haute-Savoie, sur la commune d'Allinges.

## Description
Le bloc erratique est plus connu sous le nom de pierre du Diable. Des cupules sont creusées à son sommet.

## Protection
La pierre a été classée au titre des monuments historiques en 1907.